# Lockheed C-5 Galaxy

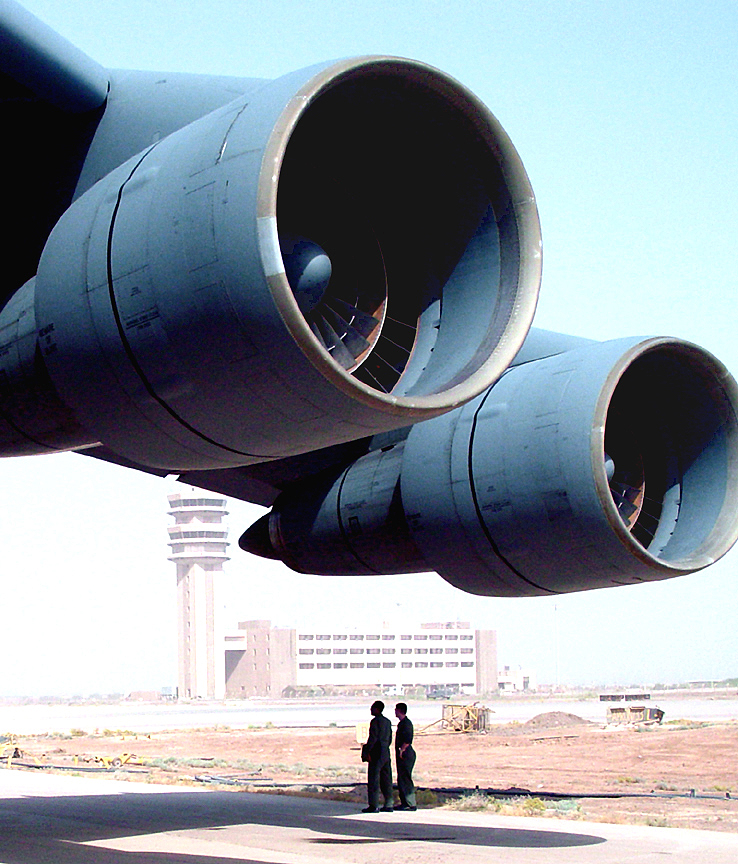
Turboventilatoare TF39 pe un transportor strategic greu Lockheed C-5 Galaxy.

Lockheed C-5 Galaxy este un avion de transport militar de mari dimensiuni construit de Lockheed. A fost conceput pentru a oferi transport aerian strategic greu pe distanțe intercontinentale și să efectueze transporturi extra-dimensionale și supradimensionate. C-5 Galaxy a fost operat de United States Air Force (USAF) din 1969 și este unul dintre cele mai mari avioane militare din lume.

## Unități care folosesc C-5
- 60th Air Mobility Wing, Travis Air Force Base, California

- 97th Air Mobility Wing, Altus Air Force Base, Oklahoma

- 105th Airlift Wing (ANG), Stewart ANGB, New York

- 349th Air Mobility Wing, Travis Air Force Base, California

- 433d Airlift Wing, Lackland Air Force Base, Texas

- 436th Airlift Wing, Dover Air Force Base, Delaware

- 439th Airlift Wing, Westover Air Reserve Base, Massachusetts

- 445th Airlift Wing, Wright-Patterson Air Force Base, Ohio

- 512th Airlift Wing, Dover Air Force Base, Delaware

- 164th Airlift Wing, Memphis International Airport, Tennessee

## Specificații (C-5B)

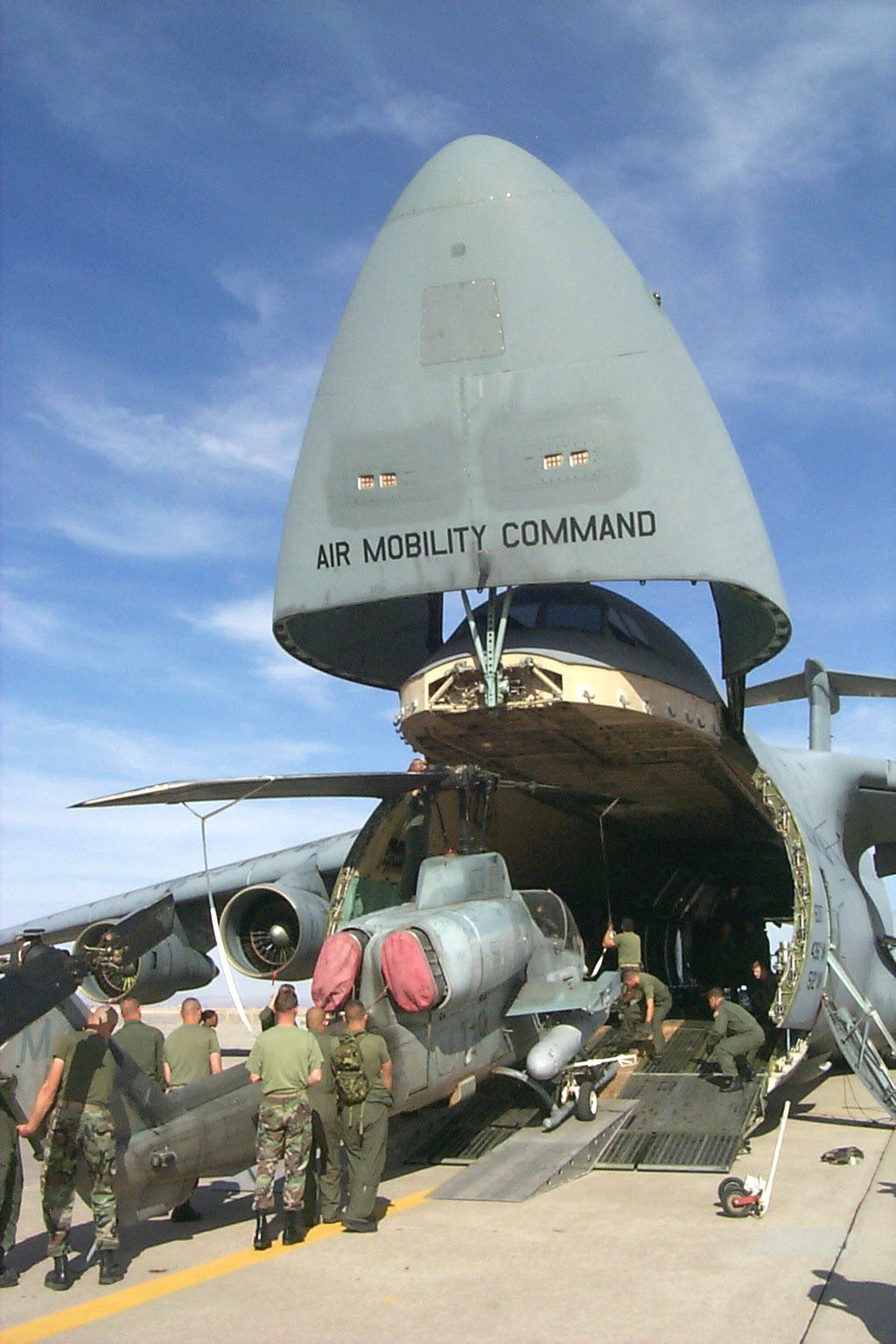
Încărcarea unui elicopter

## Caracteristici generale
Echipaj: 7 oameni : pilot, copilot, 2 ingineri de zbor, 3 încărcători de marfă
Lungime: 247 ft 1 in (75.3 m)
Anvergura aripii: 222 ft 9 in (67.89 m)
Înălțime: 65 ft 1 in (19.84 m)
Suprafață portantă: 6,200 ft² (580 m²)
Masa (gol): 380,000 lb (170,000 kg)
Masa (încarcat): 769,000 lb (349,000 kg)
Masa maximă la decolare: 840,000 lb (381,000 kg)
Motor: 4× turboventilator General Electric TF39 , 43,000 lb (190 kN) fiecare

## Performanțe
Viteza maximă: 500 knots (570 mph, 920 km/h)
Raza de acțiune: 3,257 nm (3,749 mi, 6,033 km) 
Plafon operațional: 34,000 ft (10.4 km)
Rata urcării: 1,800 ft/min (9.1 m/s)
Încărcarea aripii: 120 lb/ft² (610 kg/m²) 
Lungime pistă la decolare: 8,400 ft (2,600 m) 
Lungime pistă la aterizare: 3,600 ft (1,100 m)

## Avioane similare
- Antonov An-124
- Antonov An-225
- Boeing 747